# Truurd
Truurd (Fries: Truerd) is een buurtschap in de gemeente Leeuwarden, in de Nederlandse provincie Friesland. Truurd ligt direcht ten oosten van het dorp Stiens verspreid aan het oostelijk deel van de Truerderdyk.
De buurtschap is ontstaan op een terp. In 1409 werd de plaatsnaam vermeld als Truyerd. De oudere naam Triuwerd is een samenvoeging van "triu" (boom) en "werd" (wierde of terp). De terp is grotendeels geëgaliseerd. Er staan nu nog enkele boerderijen, waaronder de Doniastate, die in gebruik is als kinderboerderij.
Door de groei van Stiens in het begin van de 21ste eeuw ligt de buurtschap net buiten de bebouwde kom van Stiens.

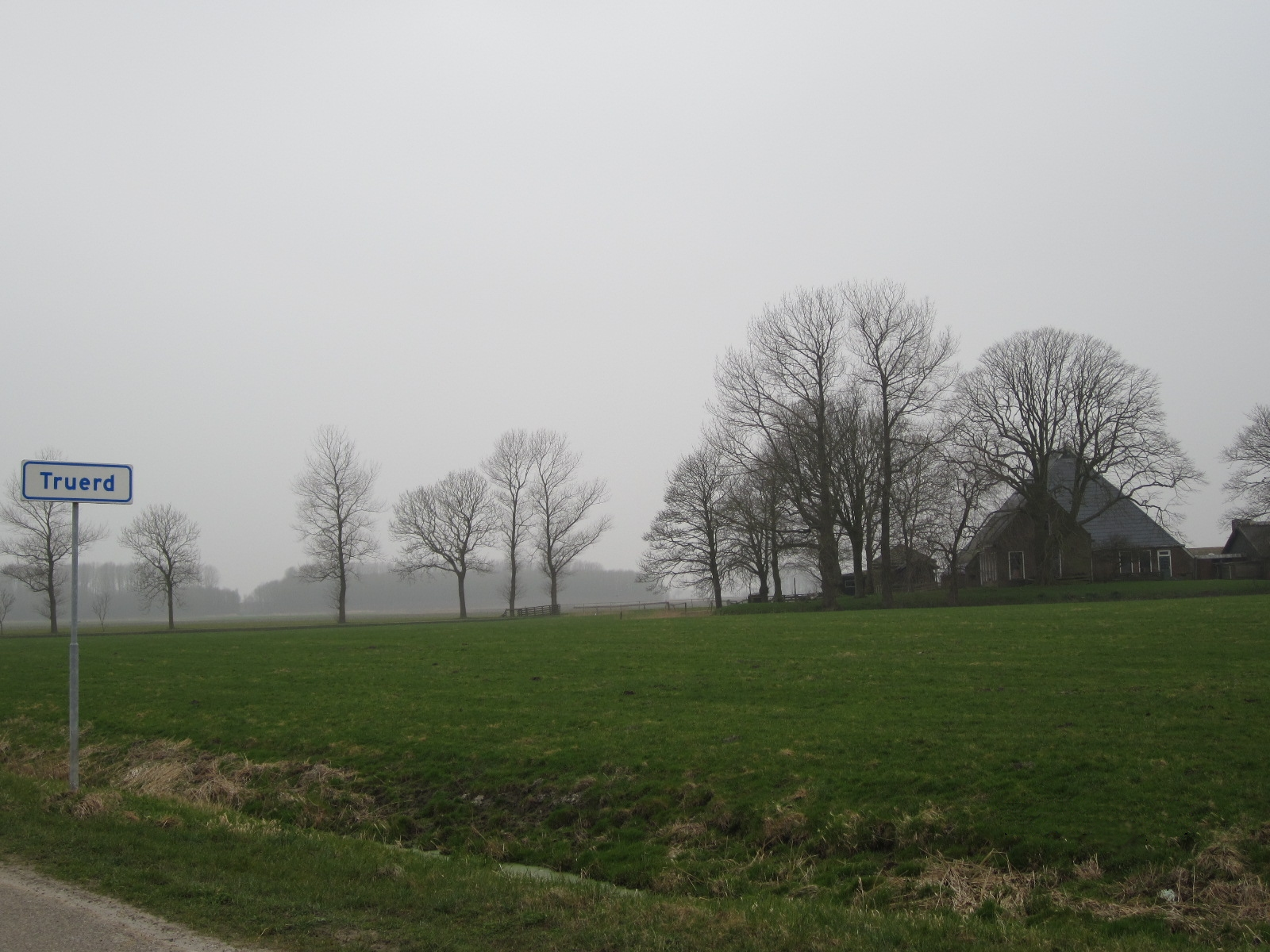
Truurd oostzijde
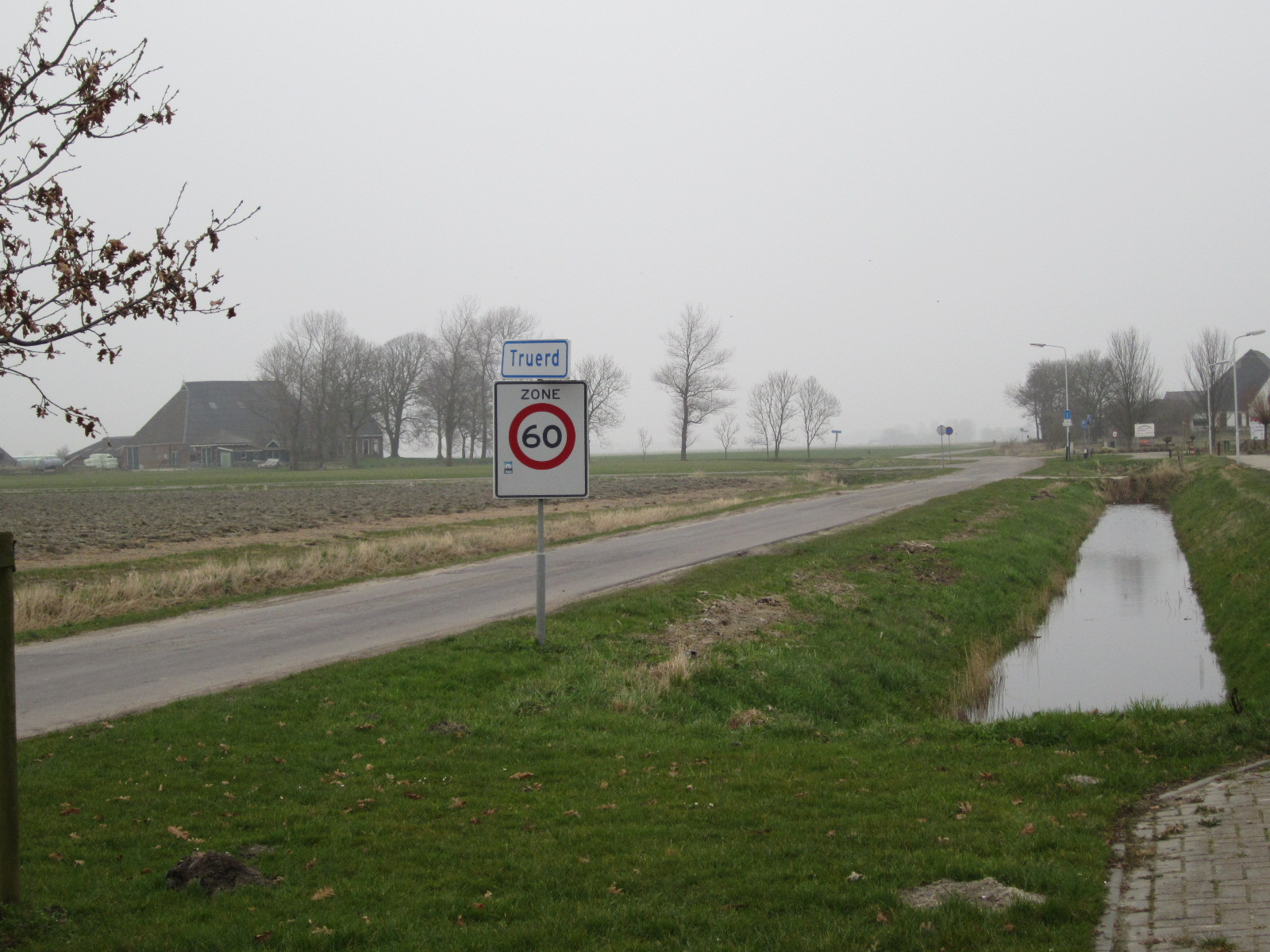
Truerderdyk
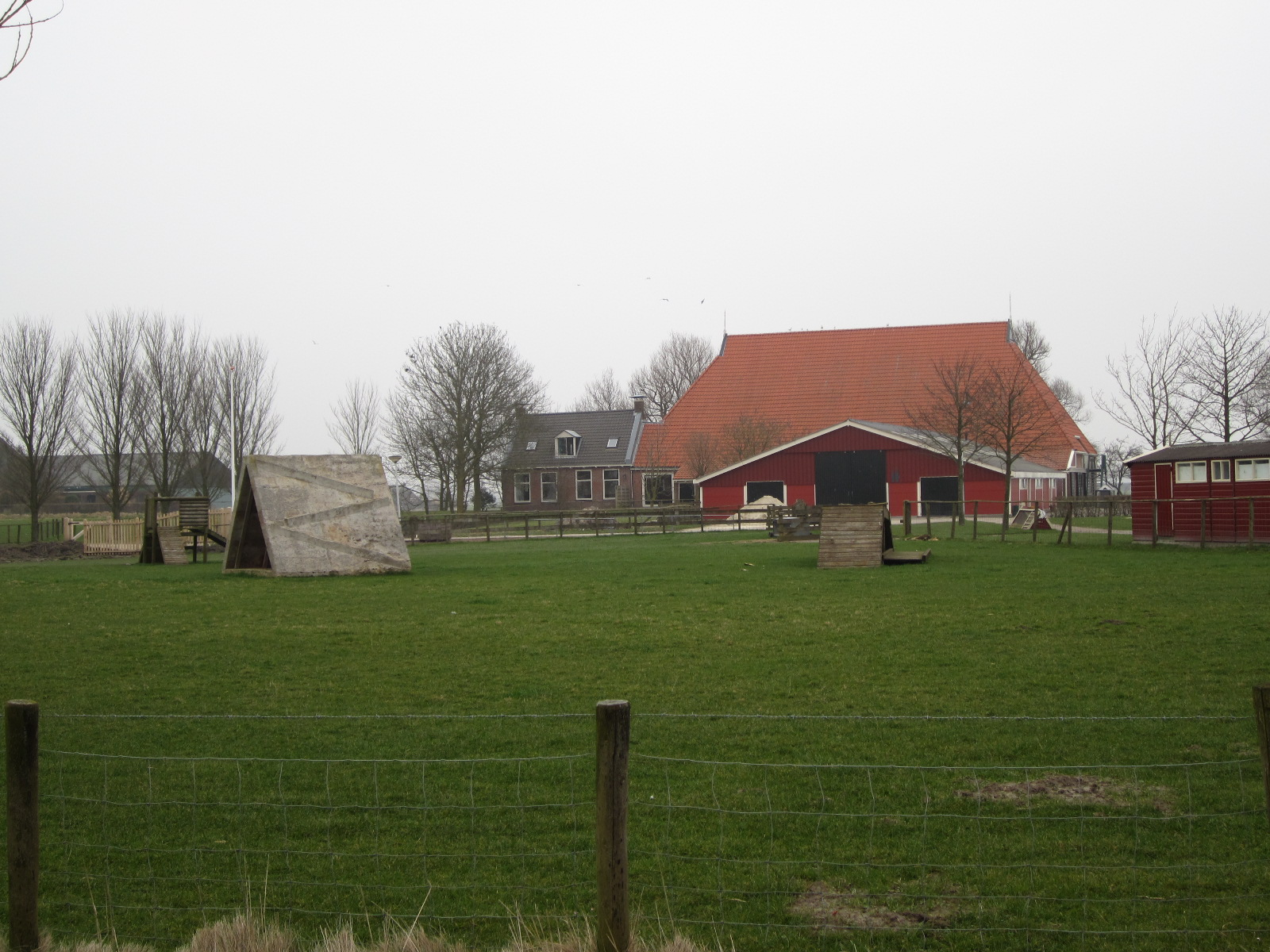
Doniastate